# 삼발족
삼발족(Castilian: zambales, sg. zambal)은 주로 삼발레스주, 팡가시난주의 볼리나오와 안다에 있는 필리핀의 민족언어학적 집단이다. ‘삼발’(Sambal)이라는 용어는 또한 삼발레스에 거주하고 있는 일반 주민들을 가리키는 말이기도 하다.
1950년대, 삼발레스주 북부의 지방 자치체에서 온 수백명의 삼발족들이 팔라완 케손에 이주를 해서 정착지를 만들었다. 이 정착촌은 파난티안이라고 불렀다. 이곳의 원주민들은 스스로를 팔라웨니옹 삼발 또는 단순히 삼발이라고 불렀다.

## 역사
삼발족은 필리핀 삼발레스주에 살고 있는 원래의 오스트로네시아어족이다. 그들은 삼발어와 볼리나오 또는 보톨란어를 말하며, 이것들은 삼발어 계열이다. 삼발어는 팜파간과 가장 밀접하게 연관되어 있으며, 리살주의 타나이에서 아직도 말해지는 타갈로그어의 원시적 형태이기도 하다. 이것은 삼발어가 그 지역에서 유래했음을 의미하며, 이후 타갈로그족들에게 옮겨짐으로서 재배치되어 원주민들을 현재의 삼발레스주로 북쪽으로 밀어내며, 네그리토로 대체되었음을 의미한다.

## 언어
삼발족은 삼발리, 볼리나오, 보톨란 세 개의 삼발어를 말하고 있으며, 2007년 통계국(NSCB)의 인구조사에 의하면 인구는 각각 대략 20만명, 10만 5천명, 7만 2천명이다. 삼발리 화자들은 산타크루즈, 칸델리아, 마신록, 팔라우이그, 삼발레스주의 이바 주민들이다. 볼리나오는 안다와 팡가시난 볼리나오 자치주의 하위 집단이다. 반면, 보톨란 하위집단은 보톨란과 삼발레스주의 카방간 자치주에서 찾을 수 있다. 약 6천명의 화자들이 또한 케손의 파니티안, 팔라완 그리고 푸에르토프린세사에서 찾을 수 있다.
삼발어들은 또한 미국과 캐나다의 많은 필리핀계 이민자들에 의해 말해진다. 캐나다의 노바스코샤주를 예로 들면, 그 언어는 다섯 가구 이상의 삼발족의 씨족들에 의해 말해진다. 핼리팩스의 해양도시 카지노 노바스코샤에서, 한 무리의 삼발족들이 카드 게임을 하는 것을 발견할 수 있다는 것은 흥미로운 일이다. 삼발어 화자 필리핀계 미국인 커뮤니티 조직은 샌디에이고와 샌프란시스코, 그리고 하와이에서도 찾을 수 있다.

## 같이 보기
- 카팜팡안족
- 팡가시난족
- 타갈로그족
- 일로카노족
- 이바탄족
- 비콜라노족
- 네그리토
- 비사야족
- 루마드족
- 모로족